# 了源
了源（りょうげん、永仁3年5月1日（1295年6月15日）- 建武2年12月8日（1336年1月21日））は、鎌倉時代の浄土真宗の僧。号は空性。六老僧の一人。佛光寺・興正寺7世。真宗佛光寺派と真宗興正派では中興とする。妻は了明尼。

## 経歴
出自については、興正寺4世了海の子とも、武士の金森弥三郎が出家したとも言われる。これに対して、了源を頼っていた存覚（本願寺3世法主覚如の子）が著した『存覚一期記』では大仏維貞（北条氏一門）の家臣・比留維広の中間・弥三郎で「名字なき者」であったとする。佛光寺ではこれを否定するが、熊野恒陽は比留維広が明光を開基とする備後国光照寺のあった山南郷の領主であった実在の人物であることを示すとともに、了源は大仏家などの幕臣や御内人の人的つながりを利用して布教活動を行っており、「了源が中間であったからこそ」勢力を拡大できたと結論付けている。
了源は親鸞-真仏の流れを汲む源海を祖とする荒木門徒の一員で、源海の後は了海-誓海-明光と続き、了源は明光の教えを受けた。源海は武蔵国荒木を、明光は鎌倉郊外の甘縄を活動の拠点としており、北条氏ら関東武士とのつながりが深い集団であった（なお、源海は大仏維貞の曽祖父である朝直の庇護を受けていたことでも知られている）。
元応2年（1320年）、了源は大谷廟堂を訪れて覚如・存覚父子と対面し、教えを受けている。存覚によれば、当時の了源は未だに俗体であった。ただし、当時の大谷家は親鸞の直系として廟堂を守ることを任としていたものの、特定の門徒には属していないかった。なお、大仏維貞が六波羅探題を務めていた時期と被っており、了源は比留維広に従って上洛していたと考えられる。同じ年、寺院建立を意図して阿弥陀如来像と自作の聖徳太子像を伴いながら勧進活動を始める。また、これを機に正式に出家したとみられている。公式にはこの年を興正寺創建の年としているが、実際に山科の地に建物が完成したのは数年後とみられている。寺名は聖徳太子が作ったとされていた「廟窟偈」の一節から興正寺と命名した（形式上は覚如の許可を得たとみられている）。後に覚如と対立した後、了源は興正寺を親鸞創建の寺と主張するようになるが、勿論これは史実ではない一方で、了源が元々興正寺を京都の西洞院にあった親鸞生前の住房を山科に移転して寺格化したという意識を持っていた可能性がある。
元亨3年（1323年）、覚如・存覚父子が対立して覚如が存覚の義絶を決めると、存覚を支持する東国門徒と覚如の対立が激しくなり、了源も行き場を失った存覚を興正寺で保護したことから、了源と覚如の関係が悪化、また教化活動の拠点を旧仏教の盛んな京都に移す意図から、嘉暦3年（1328年）頃に洛東の汁谷（渋谷）（しるたに/しぶたに、現在の京都国立博物館の辺り）に移した。渋谷は六波羅探題に近く、探題の被官やその従者たちが多く住んでいた地域と推測され、比留氏の中間であった了源の知人も多く住んでおり、移転自体が彼らの支援を受けた可能性が高い。伝承では了源が山科より洛東渋谷に寺基を移した際に「阿弥陀佛光寺」の勅号を後醍醐天皇から賜ったとされているが、実際には渋谷移転は覚如の大谷廟堂（本願寺）との決別を意味することになり、形式上は覚如の許可を得て命名した興正寺の名称が使えなくなってしまったため、了源が重んじていた光明本尊（南無不可思議光如来の九字名号・釈迦如来・阿弥陀如来）を念頭に置き、存覚の許可を得る形で命名したとみられている。

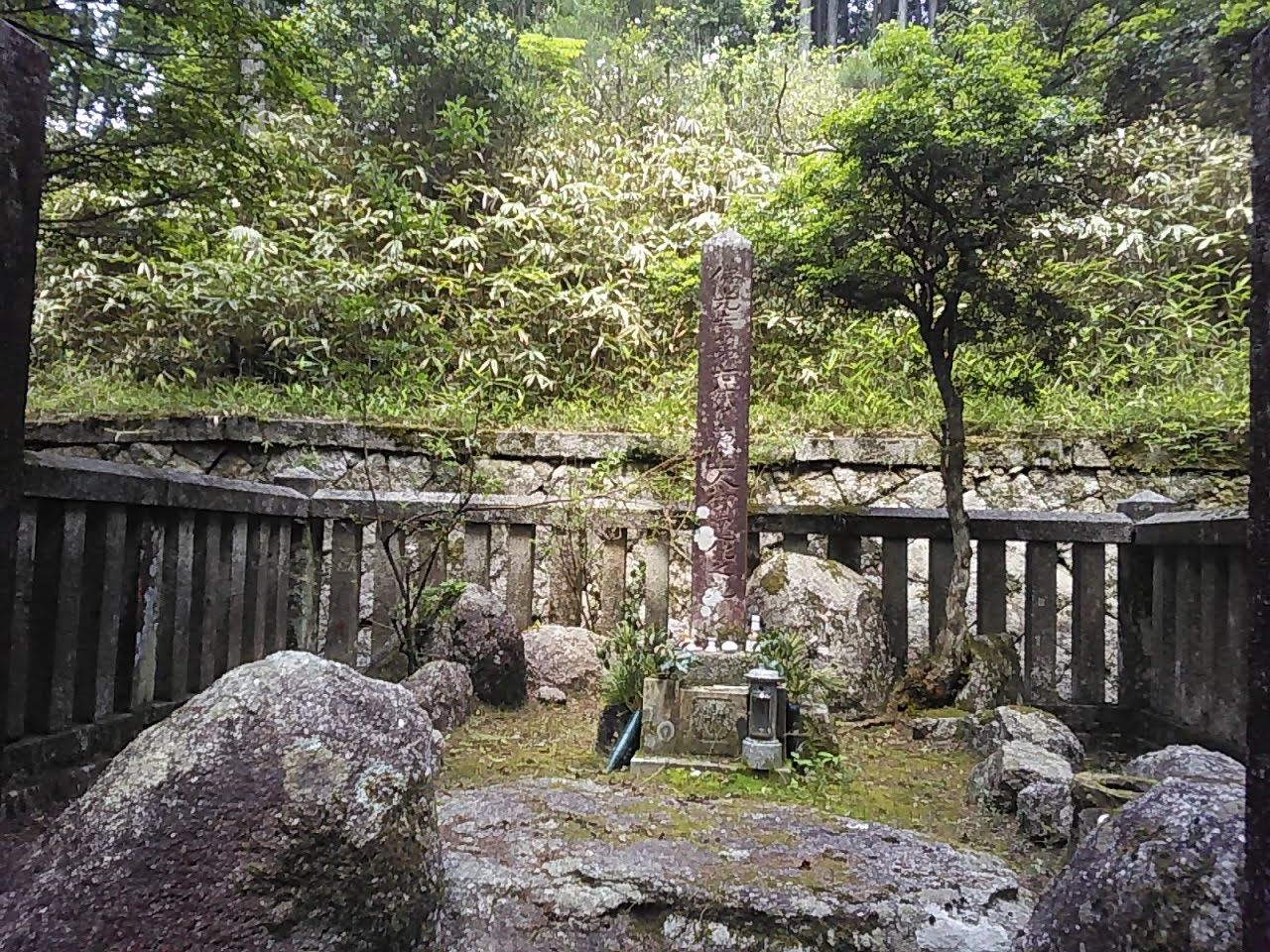
了源上人遭難の地(伊賀市指定史跡)

了源は独自の名帳や絵系図を用いて京都だけではなく西日本にも布教活動をし、佛光寺の教線を拡大していくが、憤った覚如は『改邪鈔』を著して了源の説を親鸞の教えに反するものとして非難するとともに、大谷廟堂の寺格化（本願寺の成立）を進めることになる。

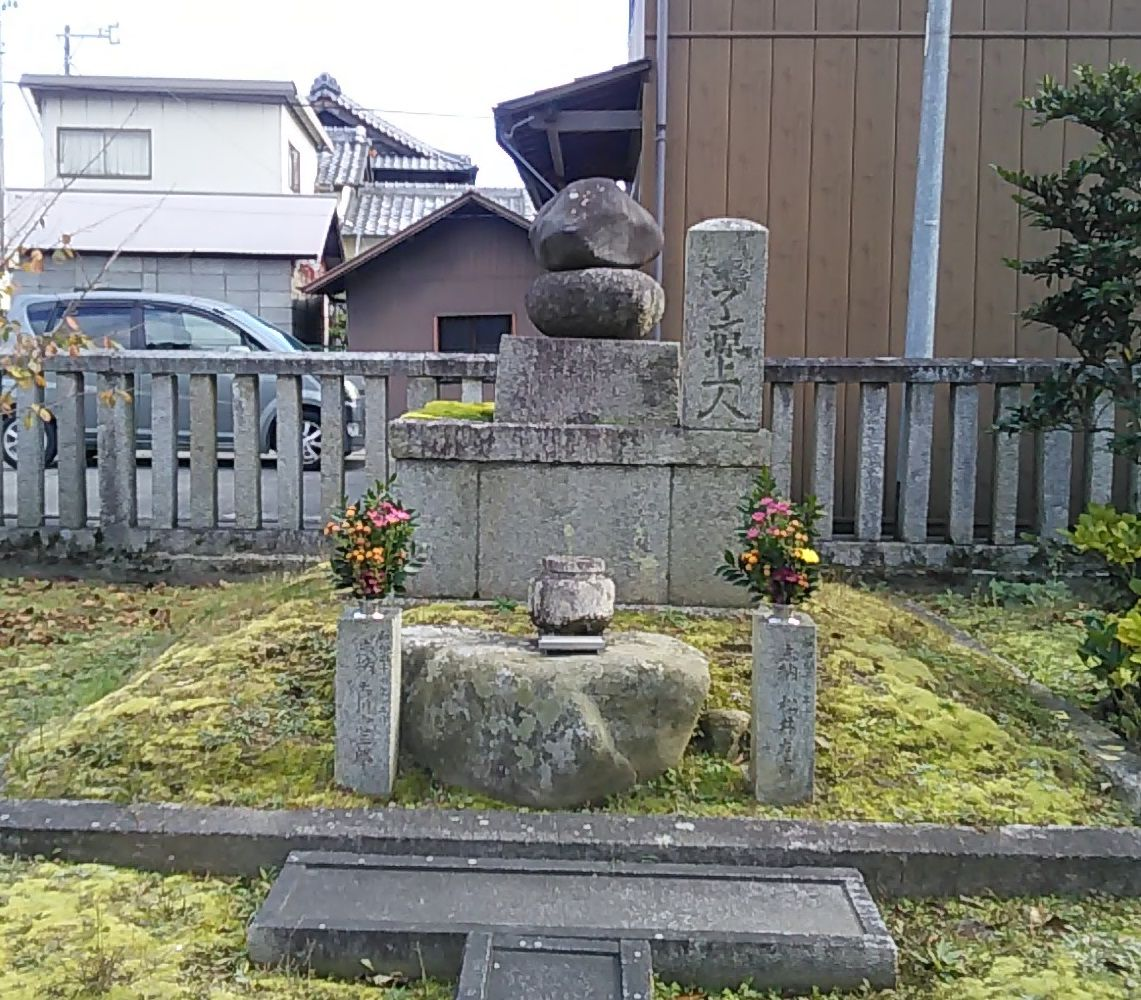
了源の墓(伊賀市了源寺)

その後、了源は伊賀国（現在の三重県）の山中で布教中に殺されてしまったが、佛光寺は長男の源鸞が8世となる。しかし、その死後は了源の妻で源鸞の母である了明尼が9世となった。この時代としては非常に珍しい女性の宗主であった。墓所は伊賀市了源寺(伊賀市指定史跡)。